# Peroderma tasselum
Peroderma tasselum is een eenoogkreeftjessoort uit de familie van de Pennellidae. De wetenschappelijke naam van de soort is voor het eerst geldig gepubliceerd in 1975 door Bennet & Chellam.